# Virgin la 40 de ani
Virgin la 40 de ani (original în engleză: The 40-Year-Old Virgin) este un film de comedie de producție americană din 2005, regizat, produs și scenarizat de Judd Apatow. Co-scenaristul filmului este Steve Carell, care a jucat și în rolul principal, alături de ceilalți actori din prim-plan Catherine Keener, Paul Rudd, Romany Malco, Seth Rogen, Elizabeth Banks, Leslie Mann și Jane Lynch. Lansarea filmului în cinematografele din America de Nord a avut loc pe 19 august 2005, iar lansarea pe DVD pe 13 decembrie 2005.

## Distribuție
- Steve Carell în rolul lui Andy Stitzer
- Catherine Keener în rolul lui Trish Piedmont
- Paul Rudd în rolul lui David
- Romany Malco în rolul lui Jay
- Seth Rogen în rolul lui Cal
- Jane Lynch în rolul lui Paula
- Elizabeth Banks în rolul lui Beth
- Leslie Mann în rolul lui Nicky
- Kat Dennings în rolul lui Marla Piedmont
- Gerry Bednob în rolul lui Mooj
- Jordan Masterson în rolul lui Mark
- Shelley Malil în rolul lui Haziz
- Jonah Hill – eBay Customer
- Marisa Guterman – Girl with Braces
- Marika Dominczyk în rolul lui Bernadette
- Mindy Kaling în rolul lui Amy
- Mo Collins în rolul lui Gina
- Stormy Daniels – Porn Star
- Loudon Wainwright în rolul preotului
- Cedric Yarbrough în rolul lui Health Clinic Dad #1
- David Koechner în rolul lui Health Clinic Dad #2
- Jeff Kahn în rolul lui Health Clinic Dad #3
- Kevin Hart în rolul lui Smart Tech Customer
- Rose Abdoo în rolul mamei de la Restaurant
- Jazzmun în rolul prostituatei
- Nancy Carell în rolul lui Health Clinic Counselor
- Wyatt Smith în rolul lui Boy at Wedding (necreditat)
- Ann Christine în rolul lui Kim (necreditat)
- Jenna Fischer în rolul lui Woman #1 (necreditat)
- Phyllis Smith în rolul lui Andy's Mother (necreditat)